# Oleg Georgijewitsch Sorochtin
Oleg Georgijewitsch Sorochtin (russisch Олег Георгиевич Сорохтин; * 17. Mai 1927 in Wyschni Wolotschok; † 21. Juni 2010 in Moskau) war ein russischer Geologe. Er stellte 1971 die Hypothese auf, dass der Erdkern aus Fe2O bestände.

## Leben
Sorochtin machte 1951 einen Abschluss am Leningrader Bergbau-Institut. Von 1951 bis 1955 arbeitete er bei Gidroprojekt. Danach war er beim Institut für Physik der Erde der UdSSR. Von 1957 bis 1964 nahm er an den sowjetischen Antarktisexpeditionen teil. Von 1964 bis 2005 war er als Leiter der Abteilung Plattentektonik am Institut für Meereskunde, genannt Schirschow tätig. Gegen Ende seines Lebens gehörte er zu den Leugnern des menschengemachten Klimawandels.